# Chipset

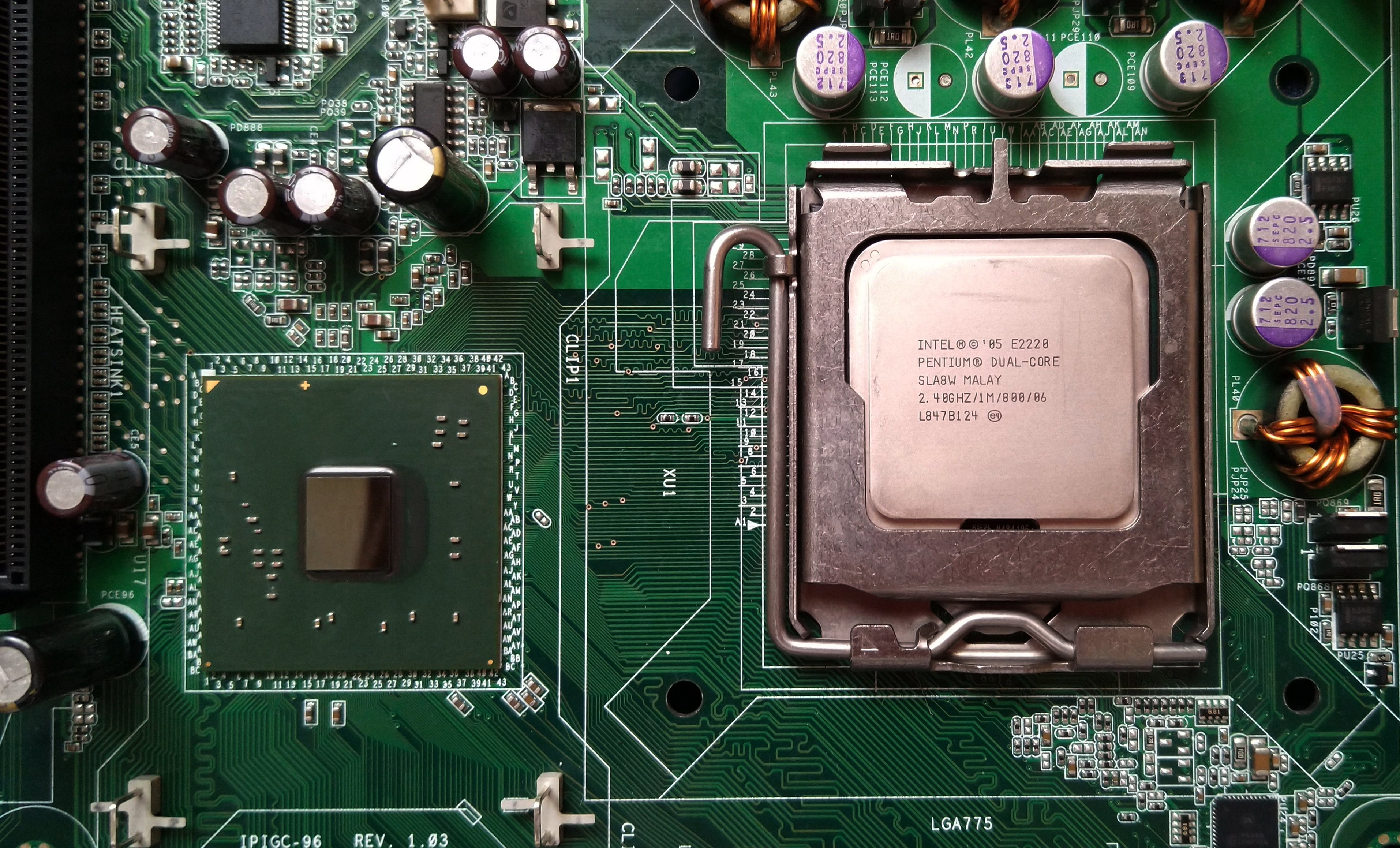
Intel i945GC Northbridge med Intel Pentium Dual-Core E2220 2,40 GHz på ett Intel D945GCCR-moderkort (ca  2007)

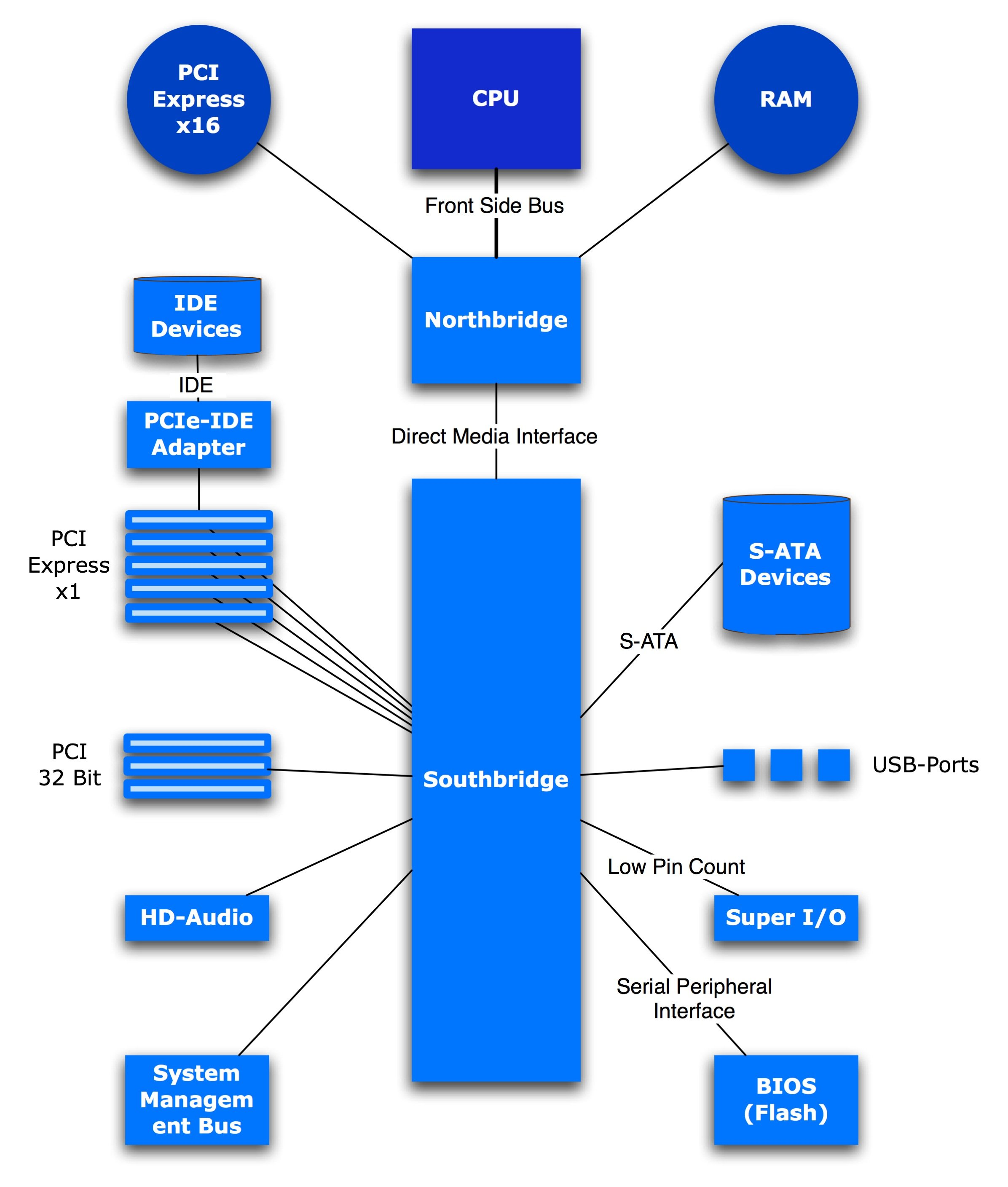
Strukturen för ett typiskt Intel-chipset; CPU:n överst, Sedan en nordbrygga med minne och PCI express-buss, och underst en sydbrygga för I/O.

Chipset (Chip-set) eller kretsuppsättning är en uppsättning ("set") av integrerade kretsar ("chips") som är utformade för att hanterar dataflödet mellan processor, minne och kringutrustning. Chipseten finns vanligtvis på datorernas moderkort. En chipset består av två delar, en så kallad nord- och en sydbrygga som tar hand om olika delar av kommunikationen mellan olika kretsar i datorn. Nordbryggan tar hand om den vitala kommunikationen mellan processor och arbetsminne. Sydbryggan tar hand om kommunikationen mellan externa bussar såsom PCI-buss och seriellt gränssnitt exempelvis. Ibland används termen "chipset" för att beskriva ett system på chip (SoC) som används i en mobiltelefon.

## Datorer
Inom datorer avser termen chipset vanligtvis en uppsättning specialiserade chips på en dators moderkort eller ett expansionskort. I persondatorer var den första chipseten för IBM PC AT från 1984 den NEAT-chipset som utvecklades av Chips and Technologies för Intel 80286 CPU. 

Diagram över den ursprungliga Amiga-chipseten

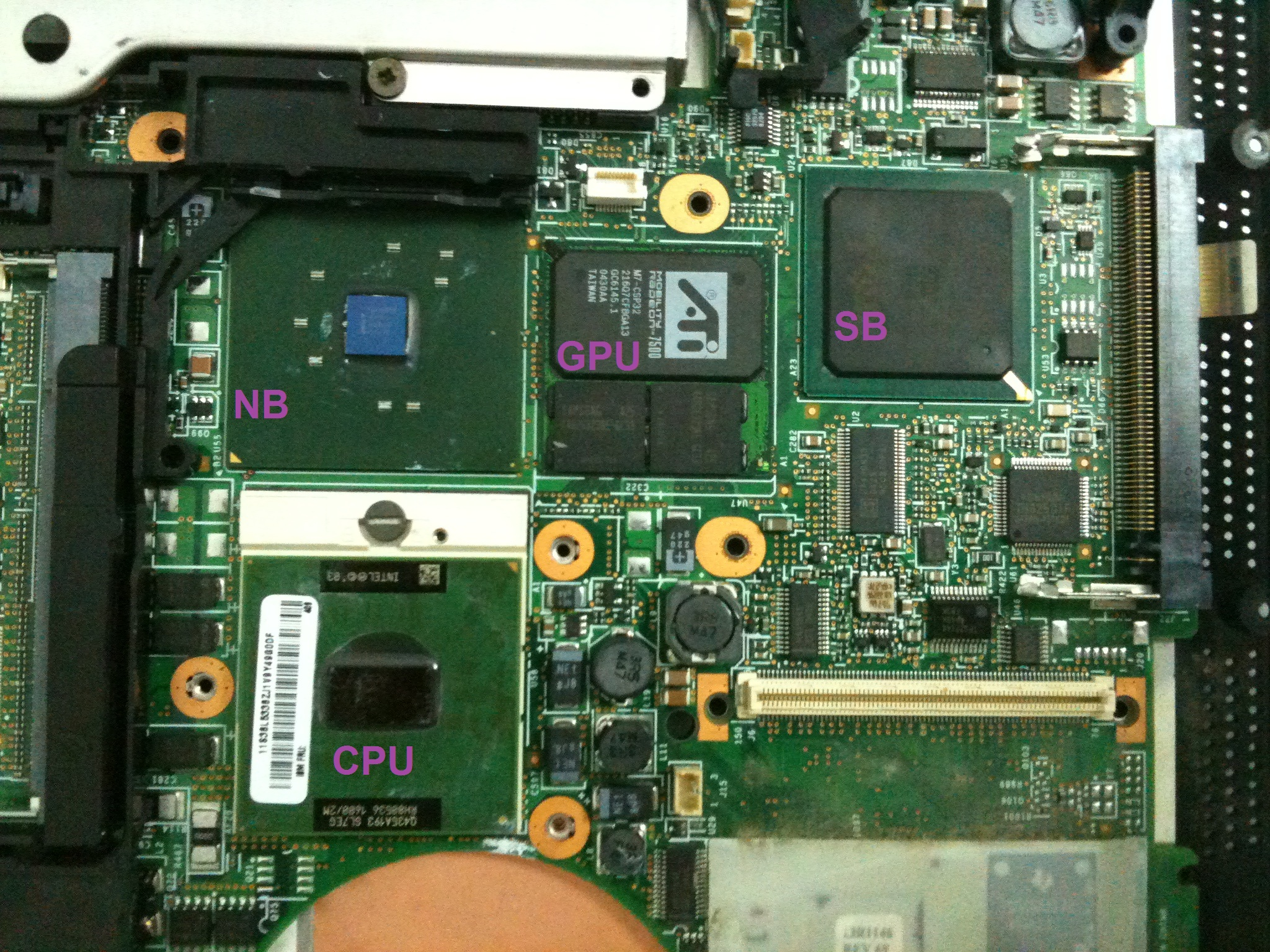
Del av ett IBM ThinkPad T42 laptop moderkort som visar CPU, GPU, Northbridge (NB) och Southbridge (SB)

I hemdatorer, spelkonsoler och arkadhårdvara på 1980- och 1990-talen användes termen chipset för anpassade ljud- och grafikchips. Exempel är den ursprungliga Amiga Chipseten och Segas System 16-chipset.
I x86-baserade persondatorer syftar termen chipset ofta på ett specifikt par chips på moderkortet: nordbryggan och sydbryggan. Norrbryggan länkar CPU:n till enheter med mycket hög hastighet, särskilt RAM- och grafikkontroller, och sydbryggan ansluter till perifera bussar med lägre hastighet (som PCI eller ISA). I många moderna styrkretsar innehåller sydbryggan en del integrerad kringutrustning på chipet, som Ethernet, USB och ljudenheter.
Moderkort och deras styrkretsar kommer ofta från olika tillverkare. Sedan 2021 är tillverkare av styrkretsar för x86-moderkort AMD, Intel, VIA Technologies och Zhaoxin.
På 1990-talet var VLSI Technology i Tempe, Arizona en stor konstruktör och tillverkare av chipset. Några av deras innovationer innehöll integrationen av PCI-brygglogik, GraphiCore 2D-grafikacceleratorn och direkt stöd för synkront DRAM, föregångaren till DDR SDRAM-minne.
Apple Macintosh SE, Macintosh II och senare Quadras-serien använde styrkretsar från VLSI Technology, även om de var ASIC:er utformade av Apple. Efter bytet till PowerPC använde Apple olika ASIC-leverantörer för sina styrkretsar som VLSI-teknologi, Texas Instruments, LSI Logic eller Lucent Technologies (senare känd som Agere Systems). När Apple bytte till Intel använde de traditionella PC-chipset.
På 1980-talet var Chips and Technologies banbrytande för tillverkningen av chipset för PC-kompatibla datorer. Datorsystem som producerats sedan dess delar ofta vanliga chipset, även över vitt skilda datorspecialiteter. Till exempel kan NCR 53C9x, ett lågkostnadschipset som använder ett SCSI-gränssnitt till lagringsenheter, hittas i Unix-maskiner som MIPS Magnum, inbyggda enheter och persondatorer.

## På väg mot processorintegration i datorer

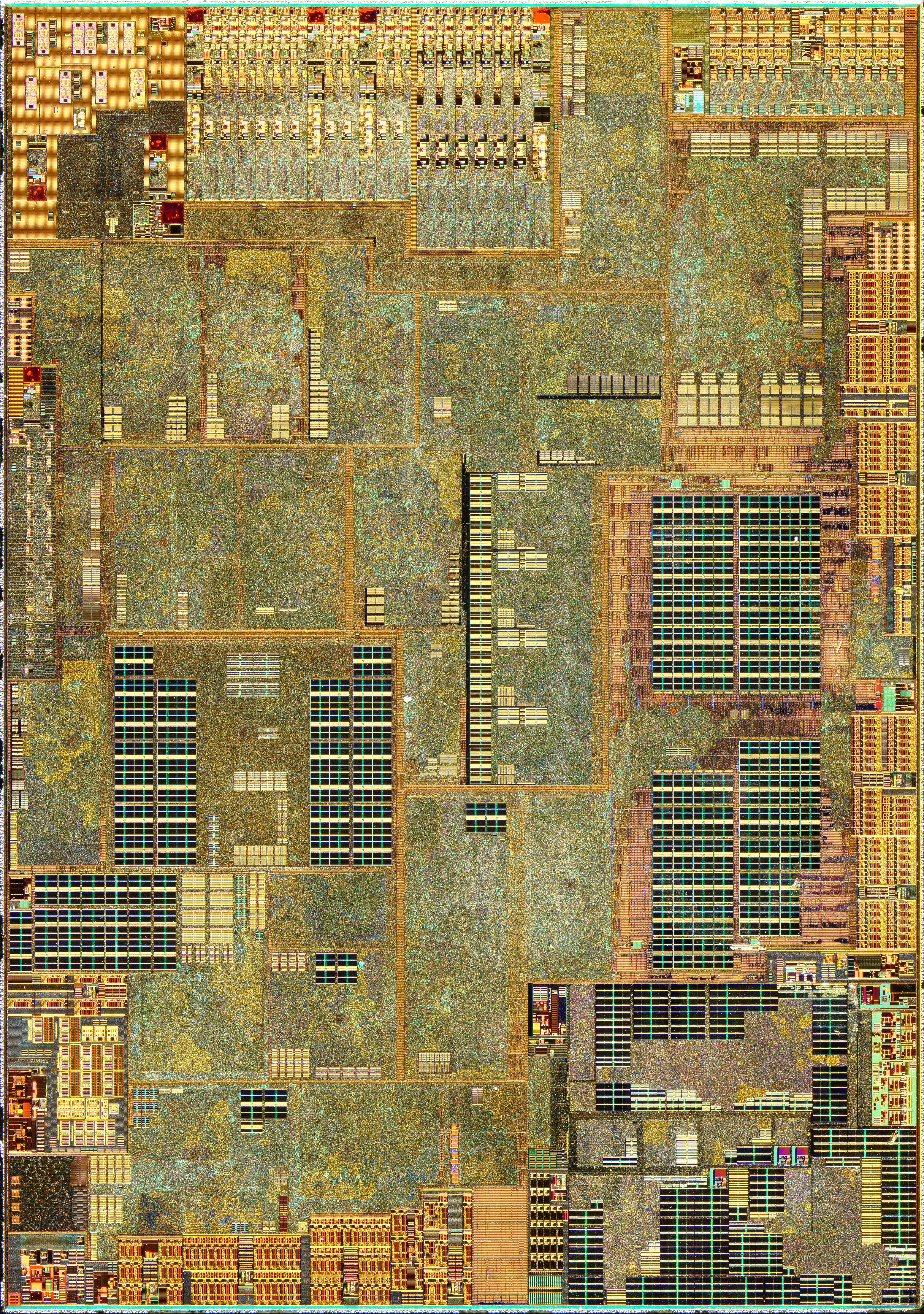
Intel Cannon Lake Platform Controller Hub (PCH) matris.

Traditionellt i x86-datorer var processorns primära anslutning till resten av maskinen via moderkortets chipsets nordbrygga. Nordbryggan var direkt ansvarig för kommunikation med höghastighetsenheter (systemminne och primära expansionsbussar, såsom PCIe, AGP och PCI-kort, är vanliga exempel) och omvänt all systemkommunikation tillbaka till processorn. Denna anslutning mellan processorn och nordbryggan betecknas vanligen som front side bus (FSB). Förfrågningar till resurser som inte direkt kontrollerades av nordbryggan avlastades till sydbryggan, där nordbryggan var en mellanhand mellan processorn och sydbryggan. Sydbryggan hanterade "allt annat", generellt kringutrustning med lägre hastighet och kortfunktioner (den största är hårddisk- och lagringsanslutning) som USB, parallell och seriell kommunikation. På 1990-talet och början av 2000-talet var gränssnittet mellan en nordbrygga och sydbrygga PCI-bussen.
Före 2003 styrdes all interaktion mellan en CPU och huvudminnet eller en expansionsenhet som ett eller flera grafikkort – oavsett om det är AGP, PCI eller integrerat i moderkortet – av nordbryggans IC på uppdrag av processorn. Detta gjorde att processorprestanda var mycket beroende av systemkretsuppsättningen, speciellt nordbryggans minnesprestanda och förmåga att skicka tillbaka denna information till processorn. År 2003 ändrade dock AMD:s introduktion av Athlon 64-serien av processorer detta. Athlon 64 markerade introduktionen av en integrerad minneskontroll som införlivas i själva processorn, vilket gör det möjligt för processorn att direkt komma åt och hantera minne, vilket eliminerar behovet av en traditionell nordbrygga för att göra det. Intel följde efter 2008 med lanseringen av sina processorer i Core i-serien och X58-plattformen. 
I nyare processorer har integrationen ökat ytterligare, framförallt genom införandet av systemets primära PCIe-kontroller och integrerad grafik direkt på själva processorn. Eftersom färre funktioner inte hanteras av processorn, har chipsetleverantörer kondenserat de återstående nordbrygg- och sydbryggfunktionerna till ett enda chip. Intels version av detta är "Platform Controller Hub" (PCH) medan AMDs version kallades Fusion Controller Hub (FCH). PCH kallas fortfarande en chipset. Detta är en förbättrad sydbrygga för de återstående kringutrustningarna – eftersom traditionella nordbryggeuppgifter, som minneskontroll, expansionsbuss (PCIe)-gränssnitt och även inbyggd videokontroll, är integrerade i själva CPU-matrisen (chipsetet innehåller dock ofta sekundära PCIe-anslutningar). Platform Controller Hub var dock också integrerad i processorpaketet som en andra matris för mobila varianter av Skylake-processorerna.
AMD:s FCH har avvecklats sedan lanseringen av Carrizo-serien av processorer eftersom den har integrerats i samma matris som resten av processorn. Men sedan lanseringen av Zen-arkitekturen finns det fortfarande en komponent som kallas chipset, som bara hanterar I/O med relativ låg hastighet som USB- och SATA-portar och ansluter till CPU:n med en PCIe-anslutning. I dessa system dirigeras alla PCIe-anslutningar direkt till CPU:n. UMI-gränssnittet som tidigare använts av AMD för att kommunicera med FCH ersätts med en PCIe-anslutning. Tekniskt sett kan processorn fungera utan chipset och fortsätter bara att finnas för gränssnitt med låghastighets-I/O. AMD-server-CPU:er antar en fristående System-on-a-chip-design istället, som inte kräver ett chipset.
De sammankopplingsgränssnitt från nordbrygga till sydbrygga som används nu (2024) är DMI (Intel) och UMI (AMD). Dessa kan också användas för att ansluta från en processor till ett chipset.